# Robert-Martin Lesuire
Pour les articles homonymes, voir Lesuire.
Robert-Martin Lesuire, né à Rouen en 1737 et mort à Paris le 17 avril 1815, est un homme de lettres français. Précurseur du roman policier, Robert-Martin Lesuire, « par la richesse de ses thèmes, inspirera au XIXe siècle nombre d'auteurs de romans populaires criminels ».

## Biographie
Il est de la famille de Pierre-André Le Suire. Au sortir du collège, il devient lecteur de l'infant de Parme à Paris. Il suit le prince en Italie, puis visite l'Angleterre. Vers la fin de la Révolution, il est nommé professeur de législation à l'école centrale de Moulins, mais perd sa place lors de la création des lycées. De retour à Paris, il remplit des commandes de libraires pour gagner sa vie.
Quérard écrit à son propos : « Le succès qu'obtinrent quelques-unes des nombreuses productions que Lesuire lança chaque année dans le public, lui fit croire qu'il était un homme de génie, et il ne mit plus de bornes à sa manie d'écrire. Sans goût, sans jugement, il abusait de son esprit et de son imagination pour revêtir d'un style incorrect et trivial les idées les plus bizarres et les plus incohérentes ».
Son premier roman, Les Sauvages de l’Europe (1760), est une satire burlesque de l'Angleterre. On y voit deux jeunes gens, Sansor et Tintine, qui, attirés par ce pays républicain, y subissent toutes sortes de mésaventures et n'y découvrent que des abominations : habitants à mi-chemin entre les hommes et les bêtes, émeutes et pendaisons, hypocrisie et corruption, francophobie omniprésente, cuisine épouvantable. Ils finissent par s'en retourner en France en jurant de ne plus jamais remettre les pieds dans cet asile de sauvages. Traduit en anglais et réédité en France, ce roman connut un certain succès.
Son roman le plus connu demeure, L'Aventurier françois (1782), un « amas de folies incohérentes » qui, selon Quérard, « fit les délices des lecteurs frivoles », jusqu'à ce que, au bout la troisième suite que lui donna l'auteur, leur engouement tombe tout à fait. L'Aventurier françois (1782), le premier titre consacré aux aventures et voyages extraordinaires de Grégoire Merveil, raconte comment le héros découvre un souterrain peuplé d'anciens criminels. « Accusé de meurtre, Grégoire doit y mener sa propre enquête pour se disculper et confondre l'assassin ».
Le Crime (1789) « relate la déchéance jusqu'à l'emprisonnement d'un jeune homme, César de Perlencour, qui, une fois libre, tombe dans les rets d'une curieuse société secrète, la Société souterraine ». Le personnage revient et est finalement réhabilité dans le roman suivant intitulé Le Repentir (1789).
Robert-Martin Lesuire a été membre de l’Académie des sciences, belles-lettres et arts de Rouen.
Il a laissé un certain nombre d'ouvrages manuscrits, dont beaucoup sont du genre licencieux. Emile Queruau-Lamerie possédait des chansons manuscrites de lui et de ses amis. Il a donné à la bibliothèque de Laval, son théâtre (manuscrit) et à Louis Garnier, architecte à Laval, un roman en quatre volumes (ms) intitulé « L'Aventurier Français. » Le Suire
perdit sa place lors de la création des lycées, revint à Paris, où il se mit, pour vivre, aux gages des libraires. 
Le Breton nous dit encore que ce Le Suire avait beaucoup d'imagination mais peu de goût. 

## Œuvres
- Les Sauvages de l'Europe, 1760 ; traduit en anglais sous le titre The Savages of Europe, 1764 Texte en ligne ; réédition sous le titre Les Amants franc̜ais à Londres, ou les Délices de l'Angleterre, 1780 Texte en ligne
- Épître à M. de Voltaire, 1762
- La Vestale Claudia à Titus, héroïde, 1767
- Coup d'œil sur le salon de 1775, par un aveugle, 1775
- Éloge du maréchal de Catinat, dédié a lui-même. Discours qui n'a point concouru pour le prix de l'Académie française, 1775
- Jugement d'une demoiselle de quatorze ans sur le Salon de 1777, 1777
- Les Noces patriarchales, poème en prose et en cinq chants, 1777 Texte en ligne
- Lettre de M. Camille Trillo, fausset de la cathédrale d'Auch, sur la musique dramatique, 1777
- Le Mort vivant, au Salon de 1779, 1779
- Histoire de la république des lettres et arts en France, 5 vol. 1779-1883 Texte en ligne 1779-1780
- Aux mânes de Jean-Jacques Rousseau, 1780
- La Muette qui parle au Salon de 1781, 1781
- Le Nouveau monde, ou Christophe Colomb, poème en 12 chants, 2 vol., 1782 Texte en ligne 1 2
- L'Aventurier français, ou Mémoires de Grégoire Merveil, 1782 Texte en ligne 1 2
- La Morte de trois mille ans, au Salon de 1783, 1783
- Suite de l'Aventurier français, ou Mémoires de Grégoire Merveil, marquis d'Erbeuil, 1785 Texte en ligne 1 2
- Seconde suite de l'Aventurier français, contenant les mémoires de Cataudin, chevalier de Rosamene, fils de Grégoire Merveil, 4 vol., 1785-1788 Texte en ligne 1 3 4
- Le Philosophe parvenu, ou lettres et pièces originales contenant les aventures d'Eugène Sans-Pair, 6 vol., 1787-1788
- Dernière suite de l'Aventurier français, contenant les mémoires de Ninette Merviglia, fille de Grégoire Merveil, écrits par elle-même, & traduits de l'italien, par son frère Cataudin, 1788 Texte en ligne 1 2
- Le Crime ou lettres originales, contenant les Aventures de César de Perlencour, 4 vol., 1789 Texte en ligne 1 2 3 4
- Le Repentir ou suite des lettres originales, contenant les Aventures de César de Perlencour'', 1789
- Le Mariage des prêtres réfuté. Le Célibat vengé, 1790
- Charmansage, ou Mémoires d'un jeune citoyen faisant l'éducation d'un ci-devant noble, 4 vol., 1792
- Le Secret d'être heureux, ou Mémoires d'un philosophe qui cherche le bonheur, 2 vol., 1796
- Confession des hommes célèbres de France, écrite par eux-mêmes, et mise en français moderne. Clément Marot. François Rabelais. Michel de Montaigne, 3 vol., 1797-1798
- Le Législateur des chrétiens, ou l'Évangile des déicoles, 1798
- La Courtisane amoureuse et vierge, ou Mémoires de Lucrèce, écrits par elle-même, pour servir de nouvelle suite à l'Aventurier français, 2 vol., 1802
- La Paméla française, ou Lettres d'une jeune paysanne et d'un jeune ci-devant, contenant leurs aventures, 4 vol., 1803